# Фонтевіво
Фонтевіво (італ. Fontevivo) — муніципалітет в Італії, у регіоні Емілія-Романья,  провінція Парма.
Фонтевіво розташоване на відстані близько 380 км на північний захід від Рима, 105 км на північний захід від Болоньї, 15 км на північний захід від Парми.
Населення — 5573 особи (2014).
Щорічний фестиваль відбувається 20 серпня. Покровитель — San Bernardo.

## Демографія
Населення за роками:

Станом на 1 січня 2023 року в муніципалітеті офіційно проживав 801 іноземець з 54 країн, серед них 213 громадян країн Євросоюзу та 14 громадян України.

## Сусідні муніципалітети
- Фонтанеллато
- Ночето
- Парма